# Verdelais
Verdelais (en francès Verdelais) és un municipi francès situat al departament de la Gironda i a la regió de la Nova Aquitània. Al seu cementiri hi és enterrat el pintor Henri de Toulouse-Lautrec

## Demografia
| 1962                                       | 1968 | 1975 | 1982 | 1990 | 1999 | 2007 |
| ------------------------------------------ | ---- | ---- | ---- | ---- | ---- | ---- |
| 846                                        | 831  | 923  | 880  | 869  | 869  | 862  |
| Des de 1962: població sense dobles comptes |      |      |      |      |      |      |

## Administració
| Període   | Identitat          | Partit |
| --------- | ------------------ | ------ |
| 1987-2000 | Henri Tauzin       |        |
| 2000-2001 | Jeanine Ribauville |        |
| 2001-     | Philippe Mesnard   |        |